# 우카이사역
우카이사역(중국어: 烏溪沙站, 영어: Wu Kai Sha Station)은 홍콩 신계 사틴구 우카이사 西沙路변에 위치한 홍콩 지하철 튄마선 동부 시·종착역으로, 인근 지명인 우카이사 및 우카이사촌(烏溪沙村)에서 이름을 따와 2004년 12월 21일 개장했다. 두 철도사가 합병되기 전 우카이사역은 옛 구철계통 중 최동단역이었다.

## 역 구조

### 층별 구조
| P |                                        | 승강장 1 튄마선 튄문 방면 (마온산)            |
| P | 섬식 승강장, 왼쪽/오른쪽 출입문이 열림 |                                               |
| P | 승강장 2 튄마선 튄문 방면 (마온산)     |                                               |
| C | 대합실                                 | A1, B출구, 고객센터, 상점, 셀프서비스, 화장실 |
| G | 지면                                   | A2출구                                        |

### 대합실
대합실 운임구역 남쪽 끝에는 승객들이 이용할 수 있는 화장실이 설치되어 있다. 출구 옆에는 고객 서비스 센터와 부가 판매기, 매표기가 설치되어 있으며, 시각장애인을 위한 녹음안내기도 있다. 또한 출구에 넓은 문이 있어 출입이 필요한 사람들이 편리하게 출입할 수 있다. 2018년 상반기, 고객센터 인근의 넓은 개찰구를 일반 개찰구로 변경하였다.
우카이사역에는 편의점·은행·당기포점(唐記包點)·가쓰토요 스시(勝豐壽司)·부동산 중개업소 2칸 등 여러개의 상점과 자동화기기 2대와 승객이 아침에 무료로 픽업할 수 있는 4개의 신문 캐비닛이 있다.。

### 승강장

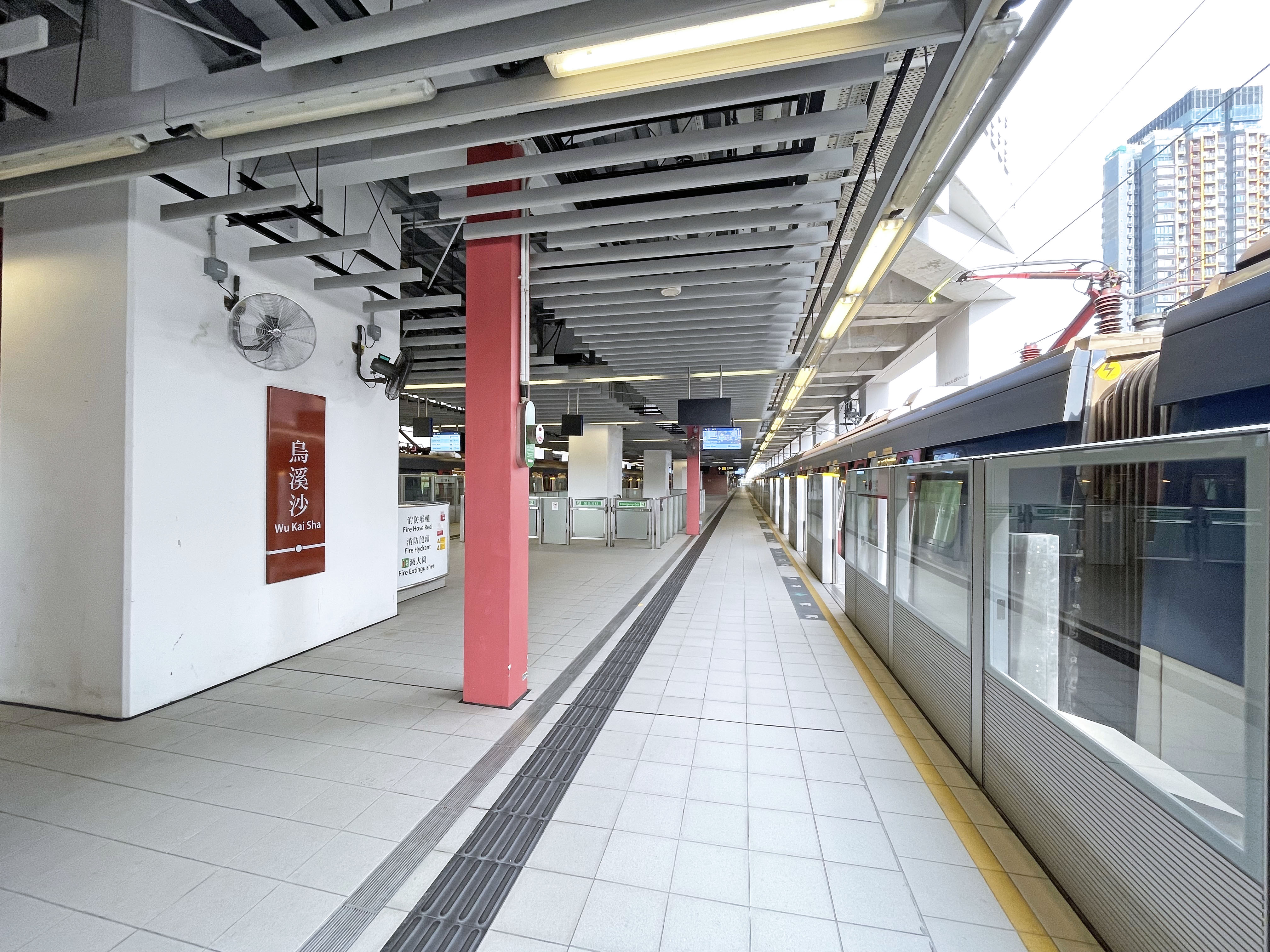
1번 승강장 (튄마선 튄문 방면, 2021년 7월)
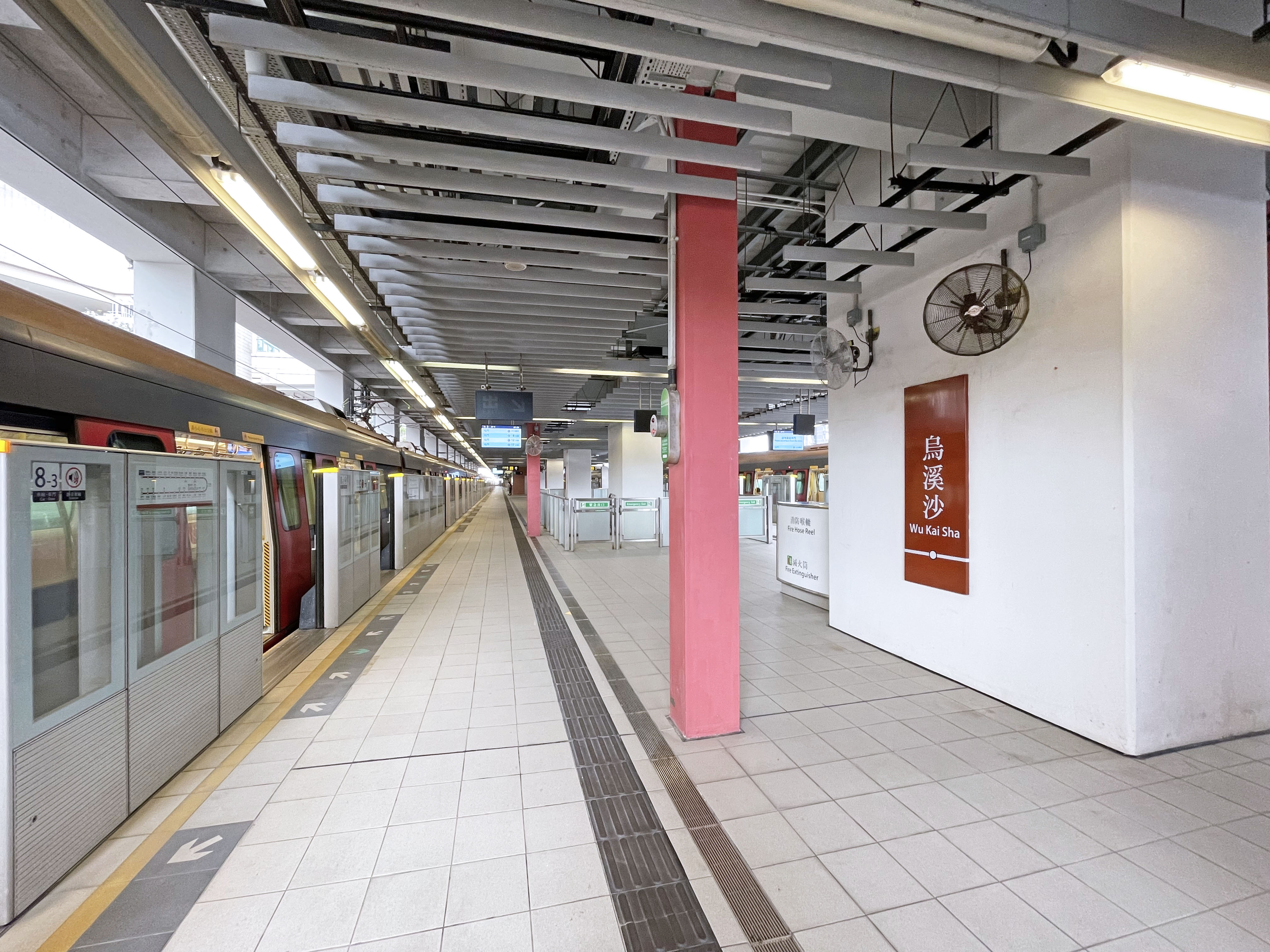
2번 승강장 (튄마선 우카이사 방면, 2021년 7월)

우카이사역에는 섬식 승강장이 설치되어 있으며, 모든 승강장에는 스크린도어가 설치되어 있다.
튄마선 열차편수가 빈번하지 않은 관계로, 혼잡 시간이 아닌 시간에는 보통 한 개의 승강장만 사용하고, 혼잡 시간에는 두 개의 승강장을 번갈아 사용한다.

### 출구
우카이사역은 3개의 출구가 있다. 역의 북쪽은 사이사로로 이어지는 보행자 육고이고, 서쪽은 레잉응온촌와 금룡원이 있으며, 이 위에는 개인주택단지 응안우·틴풍가 있다.
| 출구                                      | 지시                   | 사진 | 출구 인근 |
| ----------------------------------------- | ---------------------- | ---- | --- |
| 出口 · A · 1                              | 잉호이(迎海)           |      | 잉호이, 사이사로, 정묵타우 노인 리조트센터, 홍콩 침례신학교, 홍콩 레이보우천 연합세계서원, 록워사(落禾沙), 다이캄완, 호이인거이, 호이감거이, 우카이사 신도시, 완호이(雲海)           |
| 出口 · A · 2                              | 잉호이(迎海)           |      | 사이사로(西沙路) |
| 出口 · B                                  | 응안우·틴풍(銀湖·天峰) |      | 응안우·틴풍, 우카이사역 교통환승센터, 밍응오이 마온산 중학교, 영기국제유치원, 금룡원(錦龍苑), 레잉응온촌(利安邨), 마온산 링렁 초등학교, 취옹화정(翠擁華庭), 부보화원(富寶花園), 전윤 |
| 아이콘 설명: 엘리베이터 \| 같은 층에 위치 |                        |      | |

## 역사
마온산선 (현 튄마선)이 개통되기 전 본역은 리온역(광둥어: 利安站, 영어: Lee On Station)이란 역명이었으며, 리온춘(利安邨)의 동쪽에 있었기 때문이었다.